# Paracalyx somalorum
Paracalyx somalorum là một loài thực vật có hoa trong họ Đậu. Loài này được (Vierh.) Ali miêu tả khoa học đầu tiên.